# Franciszek Szymczyk
Franciszek Ksawery Szymczyk, född 21 februari 1892 i Lviv, död 5 november 1976 i Warszawa, var en polsk tävlingscyklist.
Szymczyk blev olympisk silvermedaljör i lagförföljelse vid sommarspelen 1924 i Paris.